# Patrick Blossier
Pour les articles homonymes, voir Blossier.
Patrick Blossier est un directeur de la photographie français, né le 23 septembre 1949 à Paris (France). Il a deux enfants , Félix Blossier né de sa première union avec Camille De Casabianca et Romane Blossier avec Mona Achache. Il y a également un chien nommé Uno (Border Collie croisé eurasier). 

## Filmographie
- 1976 : Pousse-pousse de Daniel Kamwa
- 1980 : Notre fille de Daniel Kamwa
- 1983 : Autour du mur
- 1984 : La Boiteuse
- 1985 : À cœur perdu (court métrage) de Patricia Valeix
- 1985 : Sans toit ni loi de Agnès Varda
- 1986 : T'as de beaux escaliers, tu sais de Agnès Varda
- 1987 : Sale Destin de Sylvain Madigan
- 1987 : Miss Mona de Mehdi Charef
- 1987 : L'Homme voilé
- 1987 : Le Moine et la Sorcière de Suzanne Schiffman
- 1987 : La Vallée fantôme
- 1987 : Avril brisé de Liria Bégéja
- 1988 : Mangeclous de Moshé Mizrahi
- 1988 : Le Testament d'un poète juif assassiné de Frank Cassenti
- 1988 : Camomille de Mehdi Charef
- 1988 : La Main droite du diable (Betrayed) de Costa-Gavras
- 1989 : Après la pluie de Camille de Casabianca
- 1989 : Mes nuits sont plus belles que vos jours de Andrzej Żuławski
- 1989 : Les Jupons de la Révolution : Marat (série télé, 1 épisode)
- 1989 : Music Box de Costa-Gavras
- 1990 : Le Fruit de vos entrailles
- 1990 : La Vengeance d'une femlme
- 1990 : Docteur Petiot de Christian de Chalonge
- 1991 : Octavio
- 1991 : Hors la vie de Maroun Bagdadi
- 1991 : Jacquot de Nantes de Agnès Varda
- 1991 : Mon père, ce héros de Gérard Lauzier
- 1991 : Blanc d'ébène de Cheik Doukouré
- 1992 : Le Temps et la Chambre (téléfilm)
- 1992 : Nous deux d'Henri Graziani
- 1993 : La Petite Apocalypse de Costa-Gavras
- 1993 : Libera me de Alain Cavalier
- 1994 : Loin des barbares de Liria Bégéja
- 1994 : La Fille de d'Artagnan de Bertrand Tavernier
- 1995 : L'Aube à l'envers de Sophie Marceau (court métrage)
- 1995 : Les Péchés mortels (Innocent Lies)
- 1995 : Le Fabuleux Destin de madame Petlet de Camille de Casabianca
- 1996 : Le Bel Été 1914 de Christian de Chalonge
- 1997 : Fred de Pierre Jolivet
- 1997 : Mad City de Costa-Gavras
- 1997 : La Femme de chambre du Titanic
- 1997 : Le Comédien de Christian de Chalonge
- 1998 : Hors jeu de Karim Dridi
- 1999 : Je règle mon pas sur le pas de mon père de Rémi Waterhouse
- 1999 : Le Derrière de Valérie Lemercier
- 2000 : Victoire ou la Douleur des femmes de Nadine Trintignant (feuilleton télé)
- 2000 : La Fidélité d'Andrzej Żuławski
- 2000 : Le Prince du Pacifique de Alain Corneau
- 2001 : Le Pacte du silence de Graham Guit
- 2002 : Amen. de Costa-Gavras
- 2002 : Décalage horaire de Danièle Thompson
- 2003 : Père et Fils de Michel Boujenah
- 2004 : Feux rouges de Cédric Kahn
- 2004 : L'Équipier de Philippe Lioret
- 2005 : Le Couperet de Costa-Gavras
- 2005 : La Moustache d’Emmanuel Carrère
- 2006 : Indigènes de Rachid Bouchareb
- 2006 : Mon colonel de Laurent Herbiet
- 2007 : L'Avare de Christian de Chalonge (téléfilm)
- 2007 : Ceux qui restent de Anne Le Ny
- 2008 : Orange Juice
- 2008 : La Fille de Monaco d'Anne Fontaine
- 2008 : Sunny et l'Éléphant de Frédéric Lepage
- 2009 : Eden à l'ouest de Costa-Gavras
- 2009 : Le Hérisson de Mona Achache
- 2010 : Les Invités de mon père de Anne Le Ny
- 2011 : Le Moine de Dominik Moll
- 2012 : Mafiosa saison 4 (série)
- 2012 : Les Revenants de Fabrice Gobert (série)
- 2014 : Mafiosa saison 5 (série)
- 2014 : Les Gazelles de Mona Achache
- 2017 : K.O. de Fabrice Gobert
- 2018 : Bécassine ! de Bruno Podalydès
- 2020 : Les Deux Alfred de Bruno Podalydès
- 2020 : Ouistreham d'Emmanuel Carrère
- 2023 : Wahou ! de Bruno Podalydès
- 2024 : La Petite Vadrouille de Bruno Podalydès
- 2025 : Indomptables de Thomas Ngijol

## Distinctions
- 1987 : César de la meilleure photographie pour Miss Mona
- 2002 : César de la meilleure photographie pour Amen
- 2006 : César de la meilleure photographie pour Indigènes